# Тилігул (річка)
Тилігу́л — річка в Україні, в межах Подільського та Березівського районів Одеської області. Впадає до Тилігульського лиману (басейн Чорного моря).

## Опис
Довжина 168 км (за іншими даними — 173 км), площа басейну 3550 км². Бере початок на півдні Подільської височини та в її межах тече вузькою (1,0—1,5 км) долиною; нижче (у межах Причорноморської низовини) долина розширюється до 3 км (ширина річища до 10—20 м). Долина переважно асиметрична, її схили розчленовані ярами і балками. Заплава місцями заболочена, завширшки 300—600 м. Похил річки 0,9 м/км. Основне живлення — снігове. Влітку на окремих ділянках пересихає. Використовується для зрошення.

## Розташування

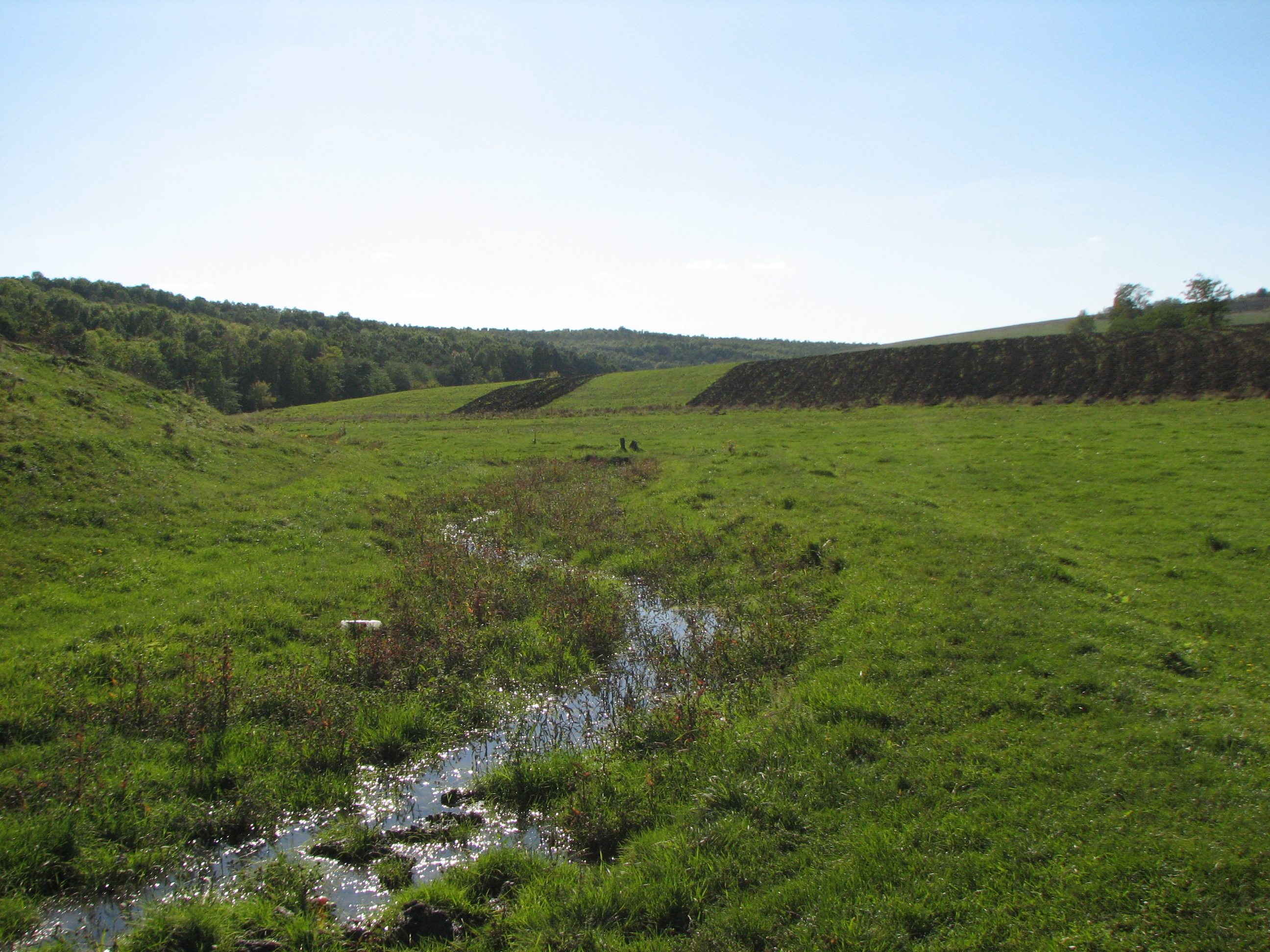
Один з витоків Тилігулу біля села Олександрівки

Тилігул бере початок на північний схід від міста Подільська. Тече переважно на південний схід. Впадає до Тилігульського лиману на схід від села Донська Балка.
Основні притоки: Липецька, Журівка (праві); Сліпуха, Тартакай (ліві).
Над Тилігулом розташовані міста Ананьїв та Березівка.

## Про назву
Назва походить від назви лиману, до якого вона впадає — Тилігул, від тур. Deli Göl — «буйне озеро».

## Чистка річки і поповнення вод
Депутати Березівської міської ради Одеської області на черговій сесії підтримали рішення про затвердження експертної оцінки проектної документації з відновлення гідрогеологічного режиму річок Тилігул і Тартакайка, передає власний кореспондент інформагентства «Траса Е−95» в Березівському районі. Згідно проектно-кошторисної документації для розчищення ділянки річки Тилігул необхідно понад 3 млн. 341 тис. грн, а для Тартакайкі — 988 тис. 461 грн. Проблема розчищення русла є багаторічною. Жителі будинків, які знаходяться недалеко від русла, щороку з жахом чекають період танення снігів, оскільки пам'ятають, як в 2001 році річка Тартакайка вийшла з берегів і в будинках стояла вода. «Ми шукали вирішення цієї актуальної проблеми, намагалися своїми силами наводити порядок — косили очерет, прибирали сміття і чистили. Ми вже рік як співпрацюємо з товариством з обмеженою відповідальністю „Центр енергетичних технологій“. Ця організація взяла на себе виготовлення проектної документації, яка вже пройшла експертизу»,— розповів міський голова Валерій Григораш. В рамках проекту планується поглибити водойму, видалити сміття, що не розкладається в природних умовах, органічні забруднювачі, розчистити аварійні дерева в береговій зоні, видалити водорості, очерет. Крім того, чистий донний мул, що укладається уздовж берегової лінії, окислюючись на повітрі, втрачає свій сморід протягом декількох днів і стає родючим ґрунтом, на якому добре росте рослинність.

## Природоохоронні території
- Тилігульський регіональний ландшафтний парк (Миколаївська область)
- Тилігульський регіональний ландшафтний парк (Одеська область)
- Тилігульський пересип